# Julian von Saß-Jaworski
Julian Franz Johann von Saß-Jaworski (* 21. Mai 1862 auf Gut Lipienken, Kreis Schwetz; † 11. Januar 1930) war Landwirt und Mitglied des Deutschen Reichstags.

## Leben
Julian von Saß-Jaworski besuchte die Kleinschule in Danzig und das Collegium Marianum zu Pelplin sowie als Abiturient das Gymnasium zu Kulm. Er studierte Landwirtschaft und Nationalökonomie an den Universitäten und Landwirtschaftlichen Akademien Berlin und Halle von 1882 bis 1888. Danach absolvierte er praktische Lehrjahre in Westpreußen und der Provinz Sachsen. 1888 übernahm er den Familienbesitz (seit 1650), das Rittergut Lipienken, vom Vater, Landschaftsrat und Mitglied des Herrenhauses Johannes von Saß-Jaworski (1789–1865). Diesen Besitz gab er aus gesundheitlichen Gründen im September 1906 auf. Zwischen 1888 und 1906 war er stellvertretender Vorsitzender des landwirtschaftlichen Vereins Schwetz und Leiter des Raiffeisen-Darlehnskassenvereins Jeschewo. Danach war er Privatier in Wilmersdorf.
Von 1897 bis 1898 und von 1907 bis 1912 war er Mitglied des Deutschen Reichstags für den Wahlkreis Marienwerder 5 (Schwetz) und die Polnische Fraktion. Zwischen 1908 und 1918 war er auch Mitglied des Preußischen Abgeordnetenhauses, in dem er den Wahlkreis Regierungsbezirk Posen 8 (Jarotschin – Koschmin – Pleschen – Krotoschin) vertrat.